# マックス・プランク犯罪・安全と法研究所
マックス・プランク犯罪・安全と法研究所（MPI-CSL）は、フライブルク・イム・ブライスガウにある研究機関である。マックス・プランク協会の傘下にあり、犯罪学、刑法、公法などの分野で基礎研究を行っている。

## 所長（代表）
研究所は、タチヤーナ・ヘルンレ（Tatjana Hörnle）、ラルフ・ポッシャー（Ralf Poscher）、ジャン・ルイ・ヴァン・ヘルダー（Jean-Louis van Gelder）が所長（代表）を務めている。
2019年春、研究所には145名のスタッフが在籍している。研究所の名誉所長は、ウルリッヒ・シーバー、ハンス・ヨルグ・アルブレヒト、アルビン・エーザーである。

## 歴史
マックスプランク犯罪・安全と法研究所は、フライブルク大学の外国・国際刑法ゼミナールに起源を持つ。これは、1938年に当時の法学・国家学部の刑事法講座の責任者であったアドルフ・シェーンケが申請し、同年末にバーデン州教育文化省から認可された。1966年、シェーンケの後継者であるハンス・ハインリッヒ・イェシェックによってマックス・プランク協会の傘下に入り、「マックス・プランク外国・国際刑法研究所」と名付けた。イェシェックに続いて、アルビン・エーザーとウルリッヒ・シーバーが研究所長に就任した。
1978年、研究所はフライブルクのヴィーレ地区にある建築家ヘルベルト・ドールによる印象的な新建物に移転し、現在に至っている。建築様式はブルータリズムに分類される。1970年の時点では、この新しい建物に対して、市議会や住民の間で激しい抵抗があった。しかし、当初は別の計画であり、ヴィラ・ミッチャーリッヒも取り壊される予定だった。しかし12月、市議会は同意し、ヴィラ・ミッチャーリッヒは維持され、現在（2020年）はアトリエ・スタジオとなっている。
4階建ての建物の中心は、世界的に有名な特別図書館（約50万冊の蔵書、1,100冊の最新印刷雑誌、ドイツおよび外国の判例や文献のデータベースを幅広く収録）で、数階にわたって広がっている。2008年には、フュルステンベルク通り19番地に同じスタイルの増築が行われた。 2022年夏、フライブルクの市内中心部に犯罪学的バーチャルリアリティ研究室「MAXLab フライブルク」 が開設された。
2019年にタチヤーナ・ヘルンレ、ラルフ・ポッシャー、ジャン＝ルイ・ヴァン・へルダーを加えた新経営委員会による研究概要の再設計の一環として、2020年3月1日に「犯罪・セキュリティ・法研究のためのマックスプランク研究所」と改称した。

## 研究プロフィール
マックスプランク犯罪・治安・法研究所は、社団法人・マックスプランク科学振興協会の人文・社会科学・人文部門に属し、犯罪学、公法学、刑法学の3つの研究部門に分かれている。研究所の研究方針は、基礎研究志向であると同時に、学際的な法学・社会科学の研究アプローチによる応用研究志向でもある。独立した研究領域は、研究テーマの選択を通じて、方法論的に相互に連携・調整されている。研究手法の面では、各専攻がそれぞれ異なる研究アプローチや理論的展望を持ち、相互に補完し合っている。
2019年に研究所の管理職層に新たな人事が行われた過程で、研究課題のプログラム指針が包括的に再編成された。刑法部門の仕事は、トランスナショナルな刑法理論の展開に重点を置いている。刑事訴追の実務的側面を含む、さまざまな国の刑法の伝統を分析することで、具体的な問いに基づき、多様な制度、概念、解決へのアプローチに関する包括的な地図が作成されることになっている。公共安全法部門の研究課題は、刑法の手段ではカバーできない、あるいは単独ではカバーできない、安全保障に関連する問題を扱っている。治安法においてしばしば頭をもたげる理論的・独断的な基本問題に加え、国際化、デジタル化、分断化といった現在の法律・技術・社会の発展を取り上げ、基本権保護、法の支配、民主主義の原則に関して、危険防止に関連する規範的課題を分析する。犯罪学部門の研究プログラムは、規範適合行動と規範逸脱行動の理論的・実証的説明に重点を置いている。主に心理学的な理論に基づき、バーチャルリアリティプログラムを用いたコンピュータ支援実験も含む革新的な研究方法を用いて、個人の行動プロセスがどのようにその場限りで現れ、長期的に発展・変化していくか、そしてそれらをどのように説明できるかを調査している。
このようなプログラム構成により、現象だけでなく、行為者、事例、概念、手段など、現在の安全保障に関連するあらゆる問題を包括的に捉え、分析的かつ方法論的に取り扱うことができる。
一方、「国際的な地位にあるマックス・プランク外国法・国際刑事法研究所が...時代遅れだと思われていたのは、明らかに関心の欠如である」という鋭い批判もある。